# Digital merchandising
Digital merchandising – cyfrowy przekaz reklamowy w miejscu sprzedaży, emitowany za pomocą monitorów LCD lub ekranów holograficznych.